# Fondazione Chinati
La Fondazione Chinati (Chinati Foundation) è un'istituzione, ospitata preso l'omonima struttura museale d'arte contemporanea, situata a Marfa, in Texas, e concepita sulla base delle idee del suo fondatore, l'artista Donald Judd.

## Lo scopo della fondazione
Il preciso intento della fondazione è quello di preservare e presentare al pubblico installazioni permanenti di grandi dimensioni e realizzate da un ristretto numero di artisti. L'accento è posto sulle opere in cui l'arte e il paesaggio circostante sono indissolubilmente legate. Judd ha scritto nel primo catalogo della fondazione, nel 1987:

## Storia
La Fondazione Chinati sorge su un'area di 1,4 km² tra il sito dell'ex Fort Russell a Marfa ed alcuni edifici nel centro della città.
Donald Judd visitò una prima volta Marfa nel 1971, e in seguito si trasferì da New York a Marfa definitivamente nel 1977. La costruzione del complesso ebbe inizio nel 1979 con il finanziamento iniziale della Dia Art Foundation di New York. La Chinati Foundation aprì al pubblico nel 1986 come istituzione indipendente e senza scopo di lucro, finanziata pubblicamente.
Lo spazio museale era stato originariamente concepito per esporre il lavoro di Donald Judd, John Chamberlain e Dan Flavin. Tuttavia, l'idea della fondazione si sviluppò e prese corpo e col tempo la sua collezione si arricchì fino ad includere Carl Andre, Ingólfur Arnarsson, Roni Horn, Ilya Kabakov, Richard Long, Claes Oldenburg e Coosje van Bruggen, David Rabinowitch e John Wesley.
La fondazione è aperta solo a visite guidate. A causa della considerevole quantità di tempo necessario per visitare l'intera collezione, il tour è diviso in due parti, con una pausa per il pranzo tra le due sezioni.